# 威廉·琼斯 (数学家)
威廉·琼斯，FRS（英語：William Jones，1675年—1749年7月3日）是一名英国数学家，因首次提议使用π代表圆周长与直径的比值而出名。他是艾萨克·牛顿爵士和爱德蒙·哈雷爵士的密友。1711年11月，琼斯成为皇家学会院士，日後還当选为学会副主席。

## 生平
威廉·琼斯生于安格尔西岛本莱赫西4英里的兰菲汉热尔贝尔德教区，是约翰·乔治·琼斯（John George Jones）和伊丽莎白·罗兰（Elizabeth Rowland）的儿子。琼斯就读于兰菲切尔和安格尔西岛慈善学校。在后一学校中，一名当地的地主发现了他的数学天赋，并给琼斯在伦敦安排了一份工作，即在商人的账房里干活。琼斯之所以取得的事业上的成就部分是因为北威尔士巴尔克利的的一个显赫家庭，而后是因为麦克尔斯菲尔德伯爵的协助。
起初，琼斯在海上工作，从1695年至1702年在海军舰船上教授数学。在这期间，他对导航学产生了兴趣，并于1702年为其恩人约翰·哈里斯出版了《新导航学艺术纲要》。在该作中，琼斯将数学应用于导航学当中，研究了在海洋中计算位置的方法。海上生涯结束后，他在伦敦的一间咖啡厅教授数学，并担任未来麦克尔斯菲尔德伯爵的儿子和未来哈德威克男爵的数学家教。琼斯还在他以前学生的帮助下给政府的办公部门处理大量轻松的工作。
1706年，琼斯出版了《新版数学概论》（Synopsis Palmariorum Matheseos），一本旨在帮助初学者的书，涵盖了微分与级数的定理。该书使用π代表周长。1711年，他的作品《对级数的定量分析，流量和微分》（Analysis per quantitatum series, fluxiones ac differentias）引入了微积分中微分的点符号。1731年，琼斯出版了《论元素的自然哲学》（Discourses of the Natural Philosophy of the Elements）一书。
英国两大最重要的数学家——艾萨克·牛顿和爱德蒙·哈雷——均对他表示关注并与其交友。1711年，琼斯当选为皇家学会院士。他随后成为许多牛顿手稿的编辑与出版者，并建造一所至今为止最伟大收藏科学与数学著作的图书馆，近日该图书馆被重组。
琼斯一生中结过两次婚，第一次是和账房老板的寡妇，在她死后，琼斯继承了她的财产。第二任妻子和琼斯于1731年结婚，名叫玛丽，是细木工乔治·尼克斯（George Nix）的女儿。琼斯与她生了两个孩子。他的儿子同样也叫威廉·琼斯，生于1746年，是一位闻名的语言学家，建立了拉丁语、希腊语、梵语之间的联系，导致了印欧语系概念的形成。

## 著作
- 《论元素的自然哲学》
- 《新版数学概论》
- 《新导航学艺术纲要》
- 《对级数的定量分析，流量和微分》